# جون سبينس (مغني)
جون سبينس (بالإنجليزية: John Spence)‏ هو مغني أمريكي، ولد في 3 فبراير 1969 في آناهايم في الولايات المتحدة، وتوفي بنفس المكان في 21 ديسمبر 1987 بسبب إصابة بعيار ناري.

## وصلات خارجية
- جون سبينس على موقع ميوزك برينز (الإنجليزية)
- جون سبينس على موقع ديسكوغز (الإنجليزية)